# Rapetosaurus krausei
Rapetosaurus — рід титанозаврових завроподів, що жив наприкінці крейди (70—66 млн років тому). Був ідентифікований лише один вид, Rapetosaurus krausei. Як і інші завроподи, рапетозавр був чотириногим травоїдним. За підрахунками, він міг досягати 15 метрів у довжину.

## Історія відкриття

Реконструкція скелета R. krausei, масштабована як ювенільний зразок FMNH PR 2209

Рештки динозавра знайдено у відкладеннях пісковику формації Маеварано неподалік міста Махадзанга на північному заході Мадагаскару. Розкопки проводила польова команда з Університету Стоуні-Брук за сприяння місцевого Університету Антананаріву. Під час розкопок було виявлено частковий череп (UA 8698, голотипний зразок), інший частковий череп, скелет молодої особини, у якому відсутні лише кілька хвостових хребців, і неспоріднений хребець. Молодий скелет, зокрема, є найповнішим скелетом титанозавра, коли-небудь знайденим, і єдиним, голова якого все ще прикріплена до тіла.
На основі решток у 2001 році Крістіна Каррі Роджерс і Кетрін Форстер описали нові рід та вид динозавра в науковому журналі Nature. Родова назва Rapetosaurus походить від Рапето (гігантське божество в малагасійському фольклорі, якому приписують географічні особливості землі) і грец. sauros — «ящір». Вид krausei названо на честь канадського палеонтолога Девіда В. Краузе, який очолював розкопки.

## Опис
Рапетозавр був типовим завроподом з коротким і тонким хвостом, дуже довгою шиєю і величезним тілом. Його голова нагадує голову диплодока з довгою вузькою мордою та ніздрями на верхній частині черепа. Це була травоїдна тварина, і її маленькі зуби, схожі на олівці, зручні для зривання листя з дерев, але не для жування.
Він мав порівняно невеликий розмір, як для титанозавра. Довжина молодого екземпляра від голови до хвоста становила 8 метрів, і «ймовірно, він важив приблизно стільки ж, скільки слон». Доросла особина була б приблизно вдвічі довшою (15 метрів завдовжки), що все ще менше половини довжини його гігантських родичів, таких як аргентинозавр і паралітитан. У 2020 році Моліна-Перез і Ларраменді оцінили розмір ймовірного дорослого екземпляра (MAD 93-18), відомого зі стегнової кістки, у 16,5 метрів і 10,3 тонни.